# Salvia lanigera
Salvia lanigera es una especie de planta herbácea perennifolia de la familia de las lamiáceas. Es originaria del norte de Egipto y Arabia, hasta el sur de Turquía e Irán. Crece en los desiertos de baja altitud, en suelos arenosos y arenisca calcárea.

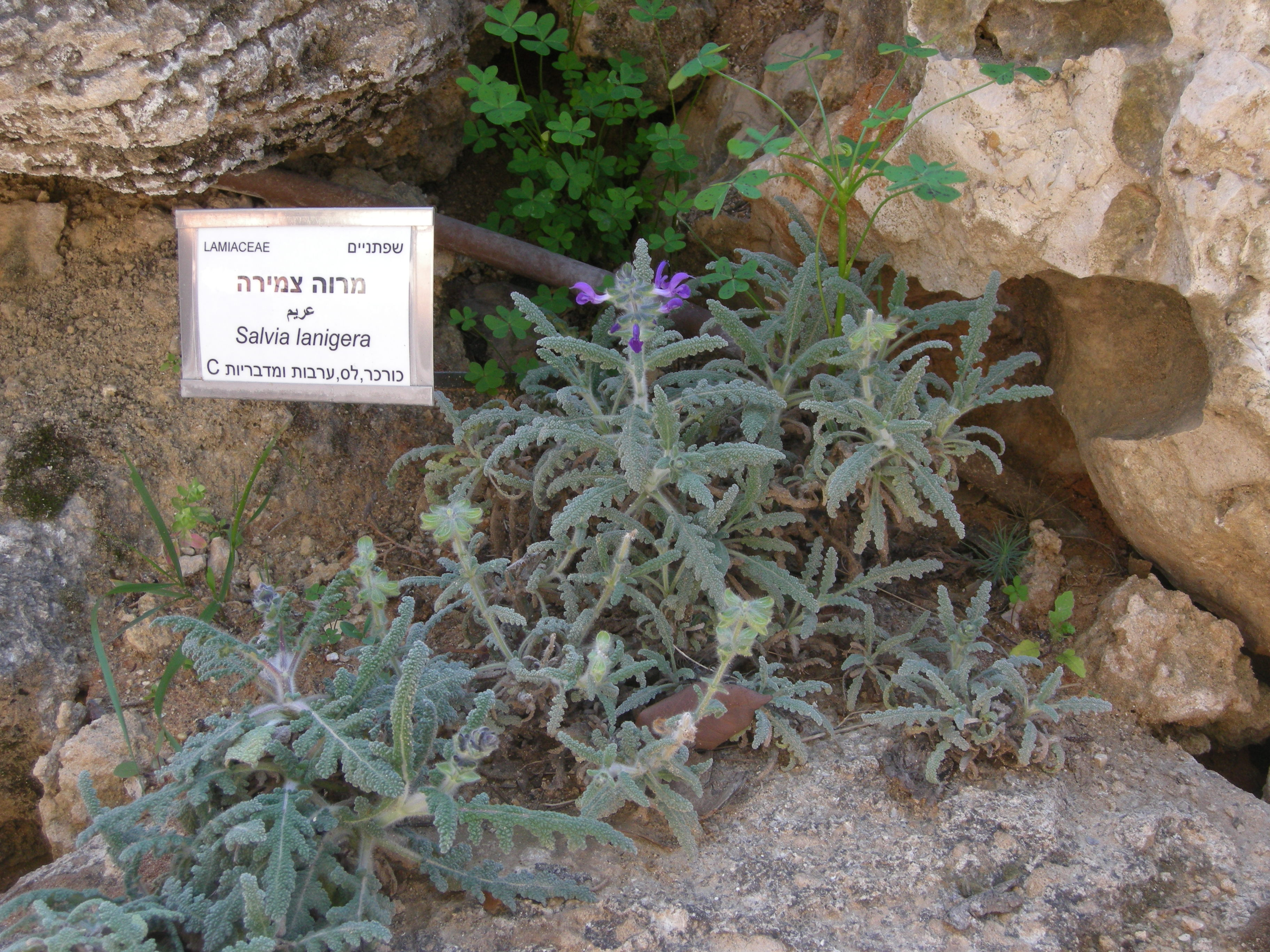
Detalle de la planta

## Descripción
En el cultivo que alcanza un tamaño de 10 a 20 cm de alto, y hasta 25 cm en su hábitat natural. La planta es de un color suave pálido gris-verde, desprendiendo un olor acre cuando se rompe, está cubierta de pelos cortos erectos. Las hojas estrechas están profundamente divididas, con segmentos lineales. Las flores violetas crecen en verticilos en número de 6-8, cubiertas de largos pelos blancos. 

## Cultivo
En climas fríos se trata como una planta anual, con libertad en sí se resiembra con semillas de hibernación, incluso en climas bajo cero. Se adapta a espacios pequeños entre otras plantas, y prefieren el pleno sol, suelo somero, riego moderado y buen drenaje.

## Taxonomía
Salvia lanigera fue descrita por Jean Louis Marie Poiret y publicado en Encycl. Suppl. 5: 49 1817.
Etimología
Ver: Salvia
lanigera: epíteto latino que siognifica "con lana", en referencia a los pelos que cubren todas las partes de la planta.
Sinonimia
- Salvia verbenaca subsp. lanigera (Poir.) O.Bolòs & Vigo	[4][5]